# Großsteingrab Jægersborg Hegn
Das Großsteingrab Jægersborg Hegn war eine megalithische Grabanlage der jungsteinzeitlichen Nordgruppe der Trichterbecherkultur im Kirchspiel Søllerød in der dänischen Kommune Rudersdal. Es wurde 1863 archäologisch untersucht und wenig später zerstört.

## Lage
Das Grab lag östlich von Rund-forbi am Nordwestrand des Waldgebiets Jægersborg Hegn.

## Forschungsgeschichte
1863 fand eine archäologische Grabung unter Leitung von König Friedrich VII. statt. Wenig später wurde das Grab wohl größtenteils zerstört. Im Jahr 1899 führten Mitarbeiter des Dänischen Nationalmuseums eine Dokumentation der Fundstelle durch. Zu dieser Zeit waren keine baulichen Überreste mehr auszumachen. 1937 wurden Reste der Grabkammer wieder aufgefunden, aber wohl ebenfalls später zerstört.

## Beschreibung

### Architektur
Die Anlage besaß eine rechteckige Hügelschüttung mit einer Länge von etwa 25 m und einer Breite von 14 m. Zur Orientierung liegen keine Angaben vor. An drei Seiten wurden Umfassungssteine festgestellt. In der Mitte des Hügels befand sich eine Grabkammer, die als Urdolmen anzusprechen ist. Sie bestand aus vier Wandsteinen und einem Deckstein. Zur Orientierung und den Maßen der Kammer liegen keine Angaben vor. Nach 1863 wurde der Hügel abgetragen und wohl auch der Deckstein entfernt. 1937 wurden nur die vier Wandsteine der Kammer wiedergefunden.

### Funde
In der Grabkammer wurde nichts gefunden. Auf dem Deckstein lag die Klinge eine Bronze-Dolchs. Sie befindet sich heute im Dänischen Nationalmuseum.